# Tom Hazelmyer
Tom Hazelmyer (auch Haze XXL) ist ein US-amerikanischer Musiker, Galerist und Gründer des Plattenlabels Amphetamine Reptile Records. 

## Leben
Hazelmyer kommt aus dem US-Bundesstaat Washington und war bei US-Marines. 1986 gründete er die Band Halo of Flies sowie das Plattenlabel Amphetamine Reptile Records, um die Platten seiner Band dort zu veröffentlichen. Zwischenzeitlich war er auch Bassist bei The U-Men. Nachdem Halo of Flies sich in den frühen 1990ern trennte, führte er das Label weiter und veröffentlichte dort unter anderem Aufnahmen von Helmet (Band) oder The Melvins. 1998 beschloss Hazelmyer sein Label zu schließen. Seitdem ist er als Galerist in der Kunstgalerie OX-OP in Minneapolis tätig.